# Die Bekenntnisse des Nat Turner
Die Bekenntnisse des Nat Turner (Originaltitel The Confessions of Nat Turner) ist der Titel eines 1967 erschienenen historischen Romans des amerikanischen Schriftstellers William Styron (1925–2006). Styron erhielt 1968 dafür den Pulitzer-Preis und 1970 die William-Dean-Howells-Medaille der American Academy of Arts and Letters. Das Time Magazine wählte den Roman unter die 100 besten englischsprachigen Romane zwischen 1923 und 2005.
Er hat den letzten großen Sklavenaufstand in der Geschichte der Vereinigten Staaten zum Thema, der 1831 in Virginia niedergeschlagen wurde, und stellt vorgeblich die „Bekenntnisse“ seines charismatischen Anführers Nat Turner (1800–1831) dar, aufgezeichnet kurz vor seiner Hinrichtung. Ein solches Dokument existiert tatsächlich und wurde 1831 – ebenfalls unter dem Titel The Confessions of Nat Turner – vom Rechtsanwalt Thomas Ruffin Gray veröffentlicht, der Turner seinerzeit im Gefängnis befragte. Styron geht in seinem Roman weit über diese historische (und ideologisch stark belastete) Quelle hinaus und versucht zum einen ein Sittenbild der Sklaven- und Sklavenhaltergesellschaft der Südstaaten in der Zeit vor dem Bürgerkrieg zu zeichnen, zum anderen aber auch die schwierige Persönlichkeit des historischen Turner zu ergründen.
The Confessions of Nat Turner wurde ein Bestseller und 1968 mit dem Pulitzer-Preis ausgezeichnet, löste aber eine heftige Kontroverse aus, die weit über die Grenzen des Literaturbetriebs hinaus wirkte. Von Seiten schwarzer Bürgerrechtler wurde der Roman vielfach als rassistisch bezeichnet, wobei schon Styrons Entschluss, die Geschehnisse aus Turners Ich-Perspektive zu schildern, ungute Erinnerungen an das „Blackface“-Theater des 19. und frühen 20. Jahrhunderts hervorrief. Verteidigt wurde Styrons literarischer Rekonstruktionsversuch indes von James Baldwin, dem auch politisch wirkmächtigsten afroamerikanischen Schriftsteller seiner Zeit.

## Ausgaben
- The Confessions of Nat Turner. Random House, New York 1968. (amerikanische Erstausgabe)
- Die Bekenntnisse des Nat Turner. Deutsch von Norbert Wölfl. Droemer Knaur, München 1968. (deutsche Erstausgabe)